# Crocidura olivieri
Crocidura olivieri (білозубка Олівьєра) — дрібний ссавець, вид роду білозубка (Crocidura) родини мідицеві (Soricidae) ряду мідицеподібні (Soriciformes).

## Поширення
Дуже поширений африканський вид, ареал простягається від Сенегалу та Ефіопії на півночі до північно-східної Намібії, північної Ботсвани, північного Зімбабве і північного Мозамбіку. Відокремлена популяція присутня в долині Нілу, Єгипет. Був зафіксований до 2680 м над рівнем моря (Національний парк Мгахінга, Уганда). Цей вид зустрічається в найрізноманітніших місцях проживання: вологі й сухі ліси, вологі й сухі савани. Також зустрічається в людських поселеннях і часто розглядається як шкідник. У Єгипті живе по берегах каналів, на зрошуваних полях, посівних площах і садах.